# Hupperath
Hupperath là một đô thị ở huyện Bernkastel-Wittlich, trong bang Rheinland-Pfalz, Đô thị Hupperath có diện tích 4,11 km², dân số thời điểm ngày 31 tháng 12 năm 2006 là 608 người.